# Villafranca de Ebro
Pour les articles homonymes, voir Villafranca et Ebro (homonymie).
Villafranca de Ebro est une commune d’Espagne, dans la province de Saragosse, communauté autonome d'Aragon, Comarque de Saragosse.

## Histoire
Le 15 novembre 2024, dix personnes sont tuées et deux autres grièvement blessées dans l'incendie d'une maison de retraite de la commune. 